# 加藤茂雅
加藤 茂雅（かとう しげまさ、寛文5年（1665年） - 元文3年10月22日（1738年12月3日））は、江戸時代の武士、旗本。通称は金右衛門、善大夫、小左衛門。甲斐庄正親の二男。加藤重長の養子となった。娘は甲斐庄正永（茂雅の兄）の養女となり、甲斐庄正恒の妻となった。養子に加藤秀邦（神谷正羽三男）がいる。

## 生涯
寛文8年（1668年）、数え4歳で加藤家遺跡を継ぎ、小普請となった。元禄元年（1688年）5月7日、行跡がよくなかったため、実父正親の請うところにまかせて、知行900石を返上し、正親のもとに蟄居した。元禄9年（1696年）、兄・甲斐庄正永の請により、書院番となり、蔵米300俵を賜わった。元禄14年（1701年）書院番の勤務が難しくなり、小普請に戻る。享保15年（1730年）致仕。元文3年（1738年）死去。享年74歳。